# The Lucy Show
The Lucy Show was een Amerikaanse comedyserie die op de CBS liep van 1 oktober 1962 tot 11 maart 1968. Lucille Ball was de ster van de show die bedoeld was om de immens populaire serie I Love Lucy te vervangen. De cast veranderde geregeld, enkel Gale Gordon die in het tweede seizoen zijn intrede maakte bleef lang bij de serie. De eerste werktitel van de reeks was The Lucille Ball Show maar alle episodes verschenen onder de naam The Lucy Show.

## Geschiedenis van de show
De serie begon met Lucille Ball als Lucy Carmichael, een weduwe met twee kinderen (Chris en Jerry). Ze woonden in Danfield, New York en Lucy deelde haar huis met haar gescheiden vriendin Vivian Bagley (Vivian Vance) en haar zoon Sherman. Lucy had veel geld geërfd en dat werd beheerd door bankier Barnsdahl (Charles Lane). Aan het begin van seizoen 1963/64 werd Lane vervangen door Gale Gordon die nu Theodore Mooney speelde. Gordon bleef de hele serie deel van de cast ondanks dat het format enkele keren veranderde. Gordon moest al in het eerste seizoen meespelen maar was contractueel nog verbonden aan Dennis the Menace. Lucy ging uiteindelijk voor Mr. Mooney op de bank werken. Aan het begin van het seizoen in 1965 verliet Vance de serie, er werd gezegd dat haar personage trouwde. Lucy, haar zoon Jerry en Mr. Mooney verhuisden naar Los Angeles en werkten daar voor een andere bank. Haar dochter Chris ging verder studeren en werd nog maar sporadisch vernoemd. Vivian bezocht Lucy nog enkele malen in LA als gastactrice.
Kort daarna werd het personage van Jerry ook uit de serie geschreven, hij ging het leger in. Lucy kreeg een nieuwe beste vriendin, Mary Jane Lewis (Mary Jane Croft) en daarna veranderde de serie weer. De bank werd het hoofddecor en er kwamen veel bekende gastacteurs die meestal zichzelf speelden in verhaallijnen over de bank. Gastrollen waren er onder andere van Dean Martin, Jack Benny, George Burns, Joan Crawford, Carol Burnett, Ethel Merman, Danny Thomas, Robert Goulet, Phil Silvers en Milton Berle.
Tijdens seizoen 1967/68 verkocht Lucy het productiehuis Desilu (die de eigenaar was van de show en die ook produceerde). Omdat Ball liever niet meer wilde spelen in een show die ze niet bezat bedacht ze een nieuwe serie, Here's Lucy, die Gordon en Croft (en soms ook nog Vivian Vance) werk verschaften. Ze speelden allemaal nieuwe personages, hoewel ze wel gelijkenissen vertoonden met hun voorgaande personages. Here's Lucy liep nog zes seizoenen verder.

## Prijzen

### Emmy Awards
- 1963 - Beste vrouwelijke hoofdrol in een serie - Lucille Ball (genomineerd)
- 1966 - Beste vrouwelijke hoofdrol in een comedyserie - Lucille Ball (genomineerd)
- 1967 - Beste mannelijke bijrol in een comedyserie - Gale Gordon (genomineerd)
- 1967 - Beste regie in een comedyserie - Maury Thompson (genomineerd)
- 1967 - Beste vrouwelijke hoofdrol in een comedyserie - Lucille Ball (gewonnen)
- 1968 - Beste comedyserie - Tommy Thompson (producer) (genomineerd)
- 1968 - Beste mannelijke bijrol in een comedyserie - Gale Gordon (genomineerd)
- 1968 - Beste vrouwelijke hoofdrol in een comedyserie - Lucille Ball (gewonnen)

### Golden Globe
- 1968 - Beste vrouwelijke tv-ster - Lucille Ball (genomineerd)